# Trisomi
Trisomi er en type kromosomfejl. Ved trisomi er der et kromosom for meget.
Kromosomfejlen kan ses på:
- kromosom nr. 21 (Downs syndrom, eller trisomi 21)
- kromosom nr. 13 (Pataus syndrom, eller trisomi 13)
- kromosom nr. 18 (Edwards syndrom, eller trisomi 18)
- x-kromosomet hos drenge (Klinefelter syndrom, eller 47-xxy)
- y-kromosomet hos drenge (47-xyy)
- x-kromosomet hos piger (Triple-x syndrom eller 47-xxx).

Andre kromosomfejl er monosomi og polysomi.